# Spirographe (jeu)
Pour les articles homonymes, voir Spirographe.
Le Spirographe, marque déposée par la société américaine Hasbro, est un instrument de dessin permettant de tracer des figures géométriques, des courbes mathématiques techniquement connues sous le nom d'hypotrochoïdes. Le mot est également utilisé dans des logiciels qui montrent des courbes semblables.

## Histoire
Les courbes engendrées par la trajectoire d'une roue tournant à l’intérieur de la circonférence d'une autre roue, ont été découvertes par le peintre et mathématicien allemand Albrecht Dürer en 1525. Il les décrit dans son manuel de géométrie en quatre tomes, paru en 1538 « Instructions pour la mesure, à la règle et au compas, des lignes, plans et corps solides », œuvre dédiée aux mathématiques et à leur application dans les arts (il y décrit en particulier le folium de Dürer ou épitrochoïde).
Entre 1845 et 1848, l'architecte, ingénieur et musicien anglais Peter Hubert Desvignes (de) (1804-1883), qui exerçait alors son métier à Vienne (Autriche), a développé son Spirograph, une machine destinée à produire des guillochés (motifs composés de spirales, et de formes géométriques complexes), afin de protéger des contrefaçons, les billets de banque, titres et autres certificats,.
Le spirographe a été inventé par le mathématicien, ingénieur et inventeur polonais Bruno Abakanowicz en 1885, lors du développement d'instruments mathématiques de calcul d'aires (intégraphes), délimitées par une courbe.
Les jouets à dessiner, basés sur des engrenages existent depuis au moins 1908, lorsque The Marvelous Wondergraph a été annoncé dans le catalogue Sears. Un article décrivant la construction d'une machine à dessiner Wondergraph est paru dans la publication The Boy Mechanic en 1913.
Le philosophe, mathématicien et inventeur alsacien Ernst Barthel (de) (1890-1953), a fait breveter en 1933, un appareil de dessin précurseur du spirographe, appelé cercle de transformation (transformationszirkel). Le cercle de transformation crée des courbes qui forment exactement le milieu entre les épitrochoïdes et les hypotrochoïdes.
L'ingénieur britannique Denys Fisher (en) a déposé une demande de brevet le 27 juillet 1964. Le brevet (N° IE28248 L) lui est accordé le 25 janvier 1965. Il a ensuite présenté son spirographe en 1965 au Salon du jouet de Nuremberg. Les droits de distribution ont été acquis par la société Kenner, qui l'a ensuite introduit sur le marché américain en 1966.
Le nom Spirographe est une marque déposée par la société américaine Hasbro depuis 1998, après le rachat en 1970, de la société propriétaire de la société Denys Fisher Toys. Au cours des années 1980, Denys Fisher a continué à travailler avec Hasbro au développement et à l'amélioration du jouet.
La marque Spirographe a été relancée dans le monde entier avec des configurations de produits originales en 2013 par la société américaine Kahootz Toys (en).

## Description
Le spirographe est composé de différentes roues et d'anneaux dentés en plastique transparent. Les roues sont les pièces mobiles, et se positionnent dans les anneaux, pièces fixes, de manière à pouvoir y tourner grâce au système d'engrenages. Une feuille de papier est fixée sur le plateau à l'aide de goupilles en plastique. Le plateau est lui-même composé d'une bordure dentée, sur laquelle on peut fixer une règle ou directement les anneaux dentés. Il suffit ensuite de placer une roue dentée dans l'anneau, et une pointe de stylo à bille dans l'un de ses trous pour pouvoir tracer une courbe sur le papier. Le stylo est utilisé à la fois pour dessiner et pour fournir la force motrice. Une certaine pratique est nécessaire avant que le Spirographe ne puisse être actionné sans désengrener les pièces fixes et mobiles.
Une version simplifiée avec 5 anneaux/roues prisonniers a été éditée par la société Miro-Meccano sous le nom de Cyclograph.

Spirographe
Animation d'un Spirographe
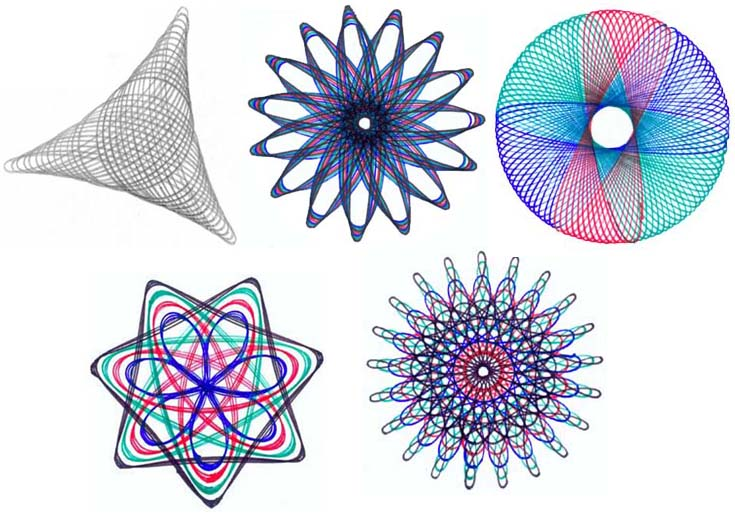
Courbes tracées avec un Spirographe
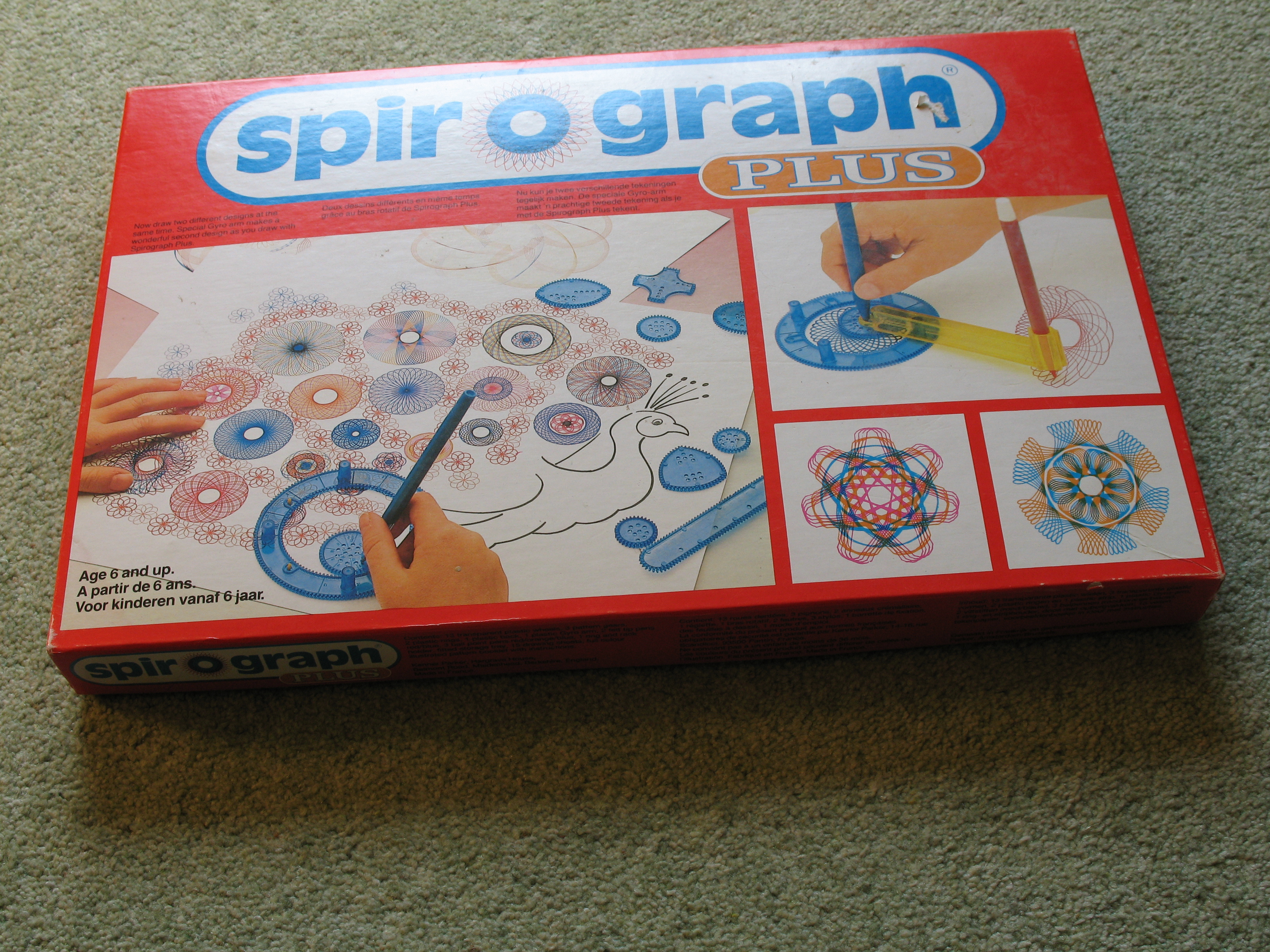
Boîte spir o graph plus, commercialisée en 2006
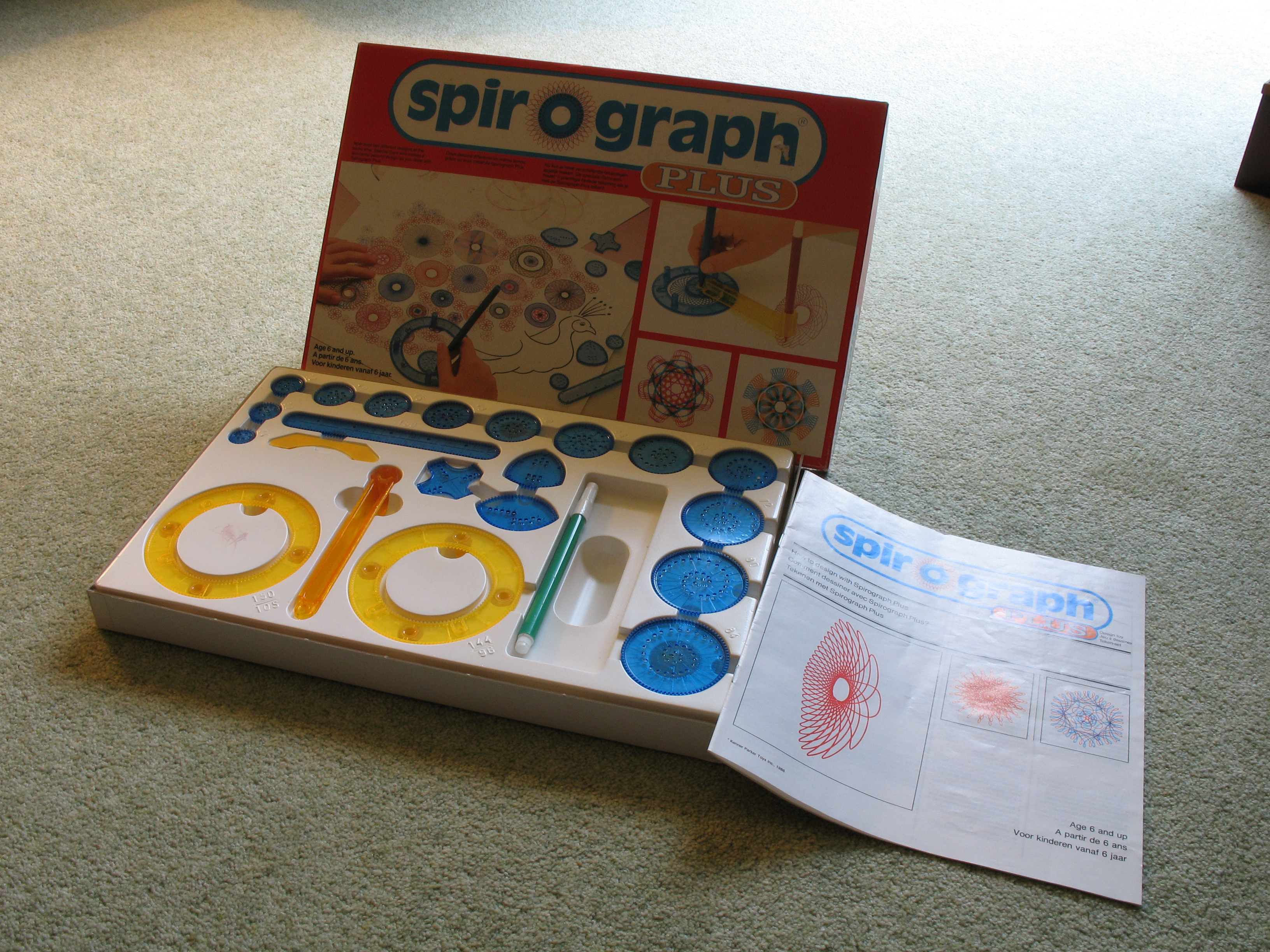
Contenu de la boîte spir o graph plus